# Alekszandr Viktorovics Gyegyusko
Alekszandr Viktorovics Gyegyusko (oroszul: Александр Викторович Дедюшко; Volkoviszk, Belorusz SZSZK, (1962. május 20. – Petuski járás, Vlagyimiri Terület, 2007. november 3.) orosz színész. Az orosz központi televízió néhány krimi sorozatában játszott. 2006-ban az orosz „Rosszija” tv-csatorna Tánc sztárokkal (Танцы со звёздами) című szórakoztató műsorában is fellépett, ahol bemutathatta tánctudását.

## Filmjei
- Tarasz Bulba (Тарас Бульба), 2007

## Külső hivatkozások
http://www.imdb.com/name/nm1747486/